# Waterloo (Wisconsin)
Waterloo est une ville du comté de Jefferson, dans l'État américain du Wisconsin.
La population était de 3 366 habitants au recensement de 2021.
La ville est connue pour être le siège du fabricant de bicyclettes Trek Bicycle Corporation.